# Championnats de Tunisie de natation 2017
Navigation
2016 2018
Les championnats de Tunisie de natation 2017 en grand bassin se déroulent du 2 au 6 août 2017 à la piscine olympique de Radès.
C’est l'Espérance sportive de Tunis qui remporte le championnat au nombre de points obtenus et continue à attirer les nageurs les plus prometteurs (Leslie Belkacemi, Nesrine Khelifati, Mohamed Aziz Ghaffari, Lydia Asli et Haythem Mbarki, au cours de cette saison) domine largement la compétition. Pour sa part, le Club africain, délaissé par son comité directeur, ne vaut que par les frères Taki et Talel Mrabet et se trouve dépassé par l’Olympica. 
Au niveau individuel, Rym Oueniche est toujours là, plus en vue (quatre titres individuels et cinq par équipes), suivie par Taki Mrabet (quatre titres individuels). Les championnats révèlent Souheil Chatti qui accapare les titres des épreuves du dos.

## Résultats

### Podium hommes
| Discipline           | Or | Temps          | Argent | Temps          | Bronze                                                                                                  | Temps          |
| Nage libre           | |                | |                | |                |
| 50 m                 | Taki Mrabet Club africain                                                                                         | 23 s 82        | Bilel Attigue Association de la Cité nationale sportive                                                   | 23 s 94        | Mohamed Mehdi Ajili Espérance sportive de Tunis                                                         | 23 s 95        |
| 100 m                | Taki Mrabet Club africain                                                                                         | 52 s 02        | Mohamed Mehdi Ajili Espérance sportive de Tunis                                                           | 52 s 04        | Mohamed Aziz Ghaffari Espérance sportive de Tunis                                                       | 52 s 51        |
| 200 m                | Mohamed Mehdi Ajili Espérance sportive de Tunis                                                                   | 1 min 50 s 15  | Mohamed Aziz Ghaffari Espérance sportive de Tunis                                                         | 1 min 54 s 38  | Skander Boukhris Tunisair Club                                                                          | 1 min 55 s 97  |
| 400 m                | Mohamed Mehdi Ajili Espérance sportive de Tunis                                                                   | 3 min 54 s 48  | Mohamed Aziz Ghaffari Espérance sportive de Tunis                                                         | 4 min 3 s 93   | Haithem Mbarki Espérance sportive de Tunis                                                              | 4 min 5 s 62   |
| 1 500 m              | Mohamed Aziz Ghaffari Espérance sportive de Tunis                                                                 | 16 min 05 s 90 | Mohamed Mehdi Ajili Espérance sportive de Tunis                                                           | 16 min 06 s 67 | Mohamed Ali Chaouachi Espérance sportive de Tunis                                                       | 16 min 16 s 76 |
| Dos                  | |                | |                | |                |
| 50 m                 | Souheil Chatti Association de la Cité nationale sportive                                                          | 27 s 54        | Bilel Attigue Association de la Cité nationale sportive                                                   | 27 s 99        | Mohamed Aziz Ghaffari Espérance sportive de Tunis                                                       | 28 s 21        |
| 100 m                | Souheil Chatti Association de la Cité nationale sportive                                                          | 57 s 99        | Fares Jelassi Espérance sportive de Tunis                                                                 | 59 s 64        | Bilel Attigue Association de la Cité nationale sportive                                                 | 1 min 0 s 98   |
| 200 m                | Souheil Chatti Association de la Cité nationale sportive                                                          | 2 min 5 s 05   | Fares Jelassi Espérance sportive de Tunis                                                                 | 2 min 9 s 23   | Adem Taha Romdhani Association de la Cité nationale sportive                                            | 2 min 10 s 63  |
| Brasse               | |                | |                | |                |
| 50 m                 | Adnan Béji Club de natation de Ben Arous                                                                          | 29 s 14        | Taki Mrabet Club africain                                                                                 | 29 s 20        | Talel Mrabet Club africain                                                                              | 29 s 67        |
| 100 m                | Talel Mrabet Club africain                                                                                        | 1 min 4 s 40   | Adnan Béji Club de natation de Ben Arous                                                                  | 1 min 4 s 45   | Mohamed Ali Fekiri Espérance sportive de Tunis                                                          | 1 min 4 s 63   |
| 200 m                | Talel Mrabet Club africain                                                                                        | 2 min 21 s 02  | Adnan Béji Club de natation de Ben Arous                                                                  | 2 min 21 s 34  | Ahmed Mathlouthi Espérance sportive de Tunis                                                            | 2 min 25 s 37  |
| Papillon             | |                | |                | |                |
| 50 m                 | Taki Mrabet Club africain                                                                                         | 25 s 34        | Bilel Attigue Association de la Cité nationale sportive                                                   | 25 s 97        | Omar Moussa Olympica                                                                                    | 26 s 06        |
| 100 m                | Taki Mrabet Club africain                                                                                         | 55 s 29        | Omar Moussa Olympica                                                                                      | 56 s 63        | Seifeddine Mahdhaoui Espérance sportive de Tunis                                                        | 58 s           |
| 200 m                | Malek Masmoudi Club africain                                                                                      | 2 min 8 s 25   | Aziz Achour Olympica                                                                                      | 2 min 9 s 48   | Omar Moussa Olympica                                                                                    | 2 min 9 s 74   |
| 4 nages              | |                | |                | |                |
| 200 m                | Ahmed Mathlouthi Espérance sportive de Tunis                                                                      | 2 min 8 s 15   | Adnan Béji Club de natation de Ben Arous                                                                  | 2 min 8 s 34   | Malek Masmoudi Club africain                                                                            | 2 min 10 s 42  |
| 400 m                | Ahmed Mathlouthi Espérance sportive de Tunis                                                                      | 4 min 36 s 31  | Malek Masmoudi Club africain                                                                              | 4 min 36 s 89  | Haythem Mbarki Espérance sportive de Tunis                                                              | 4 min 37 s 36  |
| Relais               | |                | |                | |                |
| 4 x 100 m nage libre | Espérance sportive de Tunis Mohamed Ali Chaouachi, Ahmed Mathlouthi, Mohamed Aziz Ghaffari et Mohamed Mehdi Ajili | 3 min 29 s 47  | Association de la Cité nationale sportive Souheil Chatti, Ali Chakroun, Omar Carpertiero et Bilel Attigue | 3 min 34 s 48  | Club africain Salim Ben Moussa, Talel Mrabet, Taki Mrabet, et Ala Ourari                                | 3 min 34 s 56  |
| 4 x 200 m nage libre | Espérance sportive de Tunis Mohamed Aziz Ghaffari , Fedi Hannachi, Ahmed Mathlouthi et Mohamed Mehdi Ajili        | 7 min 42 s 58  | Olympica Omar Moussa, Mouheb Boushila, Aziz Achour et Achraf Souidi                                       | 8 min 4 s 84   | Club africain Salim Ben Moussa, Talel Mrabet, Taki Mrabet, et Ala Ourari                                | 8 min 06 s 98  |
| 4 x 100 m 4 nages    | Espérance sportive de Tunis Mohamed Aziz Ghaffari , Mohamed Ali Fekiri, Fedi Hannachi et Mohamed Mehdi Ajili      | 3 min 52 s 51  | Club africain Abdelmajid Hassin, Talel Mrabet, Taki Mrabet et Salim Ben Moussa                            | 3 min 54 s 02  | Association de la Cité nationale sportive Souheil Chatti, Iyed Bouchareb, Bilel Attigue et Ali Chakroun | 4 min 2 s 98   |

### Podium femmes
| Discipline           | Or                                                                                             | Temps         | Argent                                                                      | Temps         | Bronze                                                                  | Temps         |
| Nage libre           |                                                                                                |               |                                                                             |               |                                                                         |               |
| 50 m                 | Farah Ben Khelil Olympica                                                                      | 27 s 2        | Rym Oueniche Espérance sportive de Tunis                                    | 27 s 08       | Chadha Abid Club africain                                               | 27 s 65       |
| 100 m                | Farah Ben Khelil Olympica                                                                      | 59 s 44       | Menna Kchouk Avenir sportif de La Marsa                                     | 1 min 0 s 29  | Leslie Belkacemi Espérance sportive de Tunis                            | 1 min 0 s 56  |
| 200 m                | Rym Oueniche Espérance sportive de Tunis                                                       | 2 min 6 s 89  | Menna Kchouk Avenir sportif de La Marsa                                     | 2 min 10 s 40 | Ons Maalaoui Association de la Cité nationale sportive                  | 2 min 12 s 63 |
| 400 m                | Rym Oueniche Espérance sportive de Tunis                                                       | 4 min 32 s 23 | Ons Maalaoui Association de la Cité nationale sportive                      | 4 min 36 s 74 | Inès Rajhi Avenir sportif de La Marsa                                   | 4 min 41 s 14 |
| 800 m                | Ons Maalaoui Association de la Cité nationale sportive                                         | 9 min 29 s 95 | Inès Rajhi Avenir sportif de La Marsa                                       | 9 min 36 s 74 | Nesrine Jelliti Olympica                                                | 9 min 36 s 74 |
| Dos                  |                                                                                                |               |                                                                             |               |                                                                         |               |
| 50 m                 | Farah Ben Khelil Olympica                                                                      | 30 s 60       | Rym Oueniche Espérance sportive de Tunis                                    | 30 s 72       | Leslie Belkacemi Espérance sportive de Tunis                            | 30 s 84       |
| 100 m                | Rym Oueniche Espérance sportive de Tunis                                                       | 1 min 4 s 46  | Leslie Belkacemi Espérance sportive de Tunis                                | 1 min 7 s 30  | Asma Sammoud Club africain                                              | 1 min 7 s 60  |
| 200 m                | Rym Oueniche Espérance sportive de Tunis                                                       | 2 min 22 s 31 | Menna Kchouk Avenir sportif de La Marsa                                     | 2 min 26 s 20 | Asma Sammoud Club africain                                              | 2 min 29 s 30 |
| Brasse               |                                                                                                |               |                                                                             |               |                                                                         |               |
| 50 m                 | Habiba Belghith Olympica                                                                       | 34 s 54       | Nesrine Jelliti Olympica                                                    | 34 s 58       | Nesrine Khelifati Espérance sportive de Tunis                           | 34 s 62       |
| 100 m                | Habiba Belghith Espérance sportive de Tunis                                                    | 1 min 15 s 46 | Nesrine Jelliti Olympica                                                    | 1 min 15 s 66 | Farah Ben Khelil Olympica                                               | 1 min 15 s 75 |
| 200 m                | Nesrine Jelliti Olympica                                                                       | 2 min 41 s 98 | Habiba Belghith Espérance sportive de Tunis                                 | 2 min 44 s 24 | Salma Choinine Espérance sportive de Tunis                              | 2 min 51 s 42 |
| Papillon             |                                                                                                |               |                                                                             |               |                                                                         |               |
| 50 m                 | Leslie Belkacemi Espérance sportive de Tunis                                                   | 28 s 13       | Asma Sammoud Club africain                                                  | 29 s 54       | Farah Ben Khelil Olympica                                               | 29 s 73       |
| 100 m                | Leslie Belkacemi Espérance sportive de Tunis                                                   | 1 min 3 s 86  | Alya Gara Olympica                                                          | 1 min 5 s 6   | Inès Barbouch Espérance sportive de Tunis                               | 1 min 5 s 93  |
| 200 m                | Alya Gara Olympica                                                                             | 2 min 25 s 63 | Lydia Asli Espérance sportive de Tunis                                      | 2 min 32 s 03 | Aya Youssef Espérance sportive de Tunis                                 | 2 min 33 s 63 |
| 4 nages              |                                                                                                |               |                                                                             |               |                                                                         |               |
| 200 m                | Alya Gara Olympica                                                                             | 2 min 28 s 62 | Inès Rajhi Avenir sportif de La Marsa                                       | 2 min 30 s    | Habiba Belghith Espérance sportive de Tunis                             | 2 min 33 s 72 |
| 400 m                | Alya Gara Olympica                                                                             | 5 min 17 s 59 | Khaoula Ben Abid Association de la Cité nationale sportive                  | 5 min 23 s 76 | Maya Seklani Olympica                                                   | 5 min 26 s 43 |
| Relais               |                                                                                                |               |                                                                             |               |                                                                         |               |
| 4 x 100 m nage libre | Espérance sportive de Tunis Ines Barbouch, Nesrine Khelifati, Leslie Belkacemi et Rym Oueniche | 4 min 2 s 17  | Olympica Asma Ben Boukhatem, Nesrine Jelliti, Alya Gara et Farah Ben Khelil | 4 min 5 s 01  | Club africain Asma Sammoud, Chadha Abid, Mariem Souissi et Ines Masante | 4 min 8 s 10  |
| 4 x 200 m nage libre | Espérance sportive de Tunis Inès Barbouch, Asma Zahi, Leslie Belkacemi et Rym Oueniche         | 8 min 50 s 49 | Olympica Nesrine Jelliti, Farah Ben Khelil, Alya Gara et Asma Ben Boukhatem | 8 min 57 s 65 | Club africain Mariem Souissi, Chadha Abid, Hela Ezzina et Asma Sammoud  | 9 min 10 s 59 |
| 4 x 100 m 4 nages    | Espérance sportive de Tunis Rym Oueniche, Habiba Belghith, Leslie Belkacemi et Inès Barbouch   | 4 min 27 s 70 | Olympica Farah Ben Khelil, Nesrine Jelliti, Alya Gara et Asma Ben Boukhatem | 4 min 37 s 05 | Club africain Asma Sammoud, Salma Rezgui, Ines Mazante et Chadha Abid   | 4 min 46 s 70 |

### Podium mixtes
| Discipline           | Or | Temps         | Argent                                                               | Temps         | Bronze                                                                      | Temps         |
| 4 x 100 m nage libre | Espérance sportive de Tunis Fedi Hannachi, Leslie Belkacemi, Rym Oueniche, et Mohamed Mehdi Ajili     | 3 min 43 s 54 | Club africain Chadha Abid, Talel Mrabet, Asma Sammoud et Taki Mrabet | 3 min 47 s 27 | Olympica Omar Moussa, Farah Ben Khelil, Asma Ben Boukhatem et Achraf Souidi | 3 min 49 s 69 |
| 4 x 100 m 4 nages    | Espérance sportive de Tunis Rym Oueniche, Mohamed Ali Fekiri, Leslie Belkacemi et Mohamed Mehdi Ajili | 4 min 6 s 02  | Club africain Asma Sammoud, Talel Mrabet, Taki Mrabet et Chadha Abid | 4 min 9 s 83  | Olympica Farah Ben Khelil, Achraf Souidi, Alya Gara et Omar Moussa          | 4 min 14 s 37 |

## Classements

### Classement par équipes
- Espérance sportive de Tunis : 86 937 points (champion de Tunisie)
- Club africain : 43 414 points
- Olympica : 37 878 points
- Association de la Cité nationale sportive : 28 837 points

### Répartition des médailles
| Rang | Club                                      | Médaille d'or | Médaille d'argent | Médaille de bronze | Total |
| ---- | ----------------------------------------- | ------------- | ----------------- | ------------------ | ----- |
| 1    | Espérance sportive de Tunis               | 21            | 11                | 16                 | 48    |
| 2    | Olympica                                  | 7             | 9                 | 8                  | 24    |
| 3    | Club africain                             | 7             | 6                 | 10                 | 23    |
| 4    | Association de la Cité nationale sportive | 4             | 6                 | 4                  | 14    |
| 5    | Club de natation de Ben Arous             | 1             | 3                 | 0                  | 4     |
| 6    | Avenir sportif de La Marsa                | 0             | 5                 | 1                  | 6     |
| 7    | Tunisair Club                             | 0             | 0                 | 1                  | 1     |
| -    | Total                                     | 40            | 40                | 40                 | 120   |